# Małgorzata Sobieraj
Małgorzata Sobieraj, poljska lokostrelka, * 16. oktober 1982.
Sodelovala je na lokostrelskem delu poletnih olimpijskih igrah leta 2004, kjer je osvojila 29. mesto v individualni in 15. mesto v ekipni konkurenci.